# VM i håndbold 1986 (kvinder)
Verdensmesterskabet i håndbold for damer i 1986 var den niende indendørs VM-slutrunde for kvinder, og den blev afholdt i Holland i perioden 4. – 14. december 1986. For tredje gang i træk blev VM afviklet uden dansk deltagelse. Til gengæld deltog Frankrig og Kina for første gang.
Sovjetunionen blev verdensmester for anden gang i træk efter finalesejr over Tjekkoslovakiet, men for første gang siden VM 1965 lykkedes det for et vesteuropæisk land at vinde en medalje – Norge vandt nemlig bronze ved at slå DDR i bronzekampen.
Siden sidste VM var antallet af hold blevet udvidet fra 12 til 16. De 16 deltagende lande spillede først en indledende runde med 4 grupper á 4 hold. De tre bedste hold fra hver gruppe gik videre til hovedrunden om placeringerne 1-12, mens de øvrige hold spillede om placeringerne 13-16. I hovedrunden spillede de 12 hold i to grupper á 6 hold, efterfulgt af placeringskampe.

## Indledende runde
| Gruppe A                    |                             |                             |       |
| Jugoslavien - Polen         | Jugoslavien - Polen         | Jugoslavien - Polen         | 25-15 |
| Sovjetunionen - Østrig      | Sovjetunionen - Østrig      | Sovjetunionen - Østrig      | 30-15 |
| Østrig - Jugoslavien        | Østrig - Jugoslavien        | Østrig - Jugoslavien        | 14-24 |
| Polen - Sovjetunionen       | Polen - Sovjetunionen       | Polen - Sovjetunionen       | 15-24 |
| Polen - Østrig              | Polen - Østrig              | Polen - Østrig              | 15-18 |
| Jugoslavien - Sovjetunionen | Jugoslavien - Sovjetunionen | Jugoslavien - Sovjetunionen | 14-14 |
|                             | Kampe                       | Mål                         | Point |
| Sovjetunionen               | 3                           | 68-44                       | 5     |
| Jugoslavien                 | 3                           | 63-43                       | 5     |
| Østrig                      | 3                           | 47-69                       | 2     |
| Polen                       | 3                           | 45-67                       | 0     |

| Gruppe B         |                  |                  |       |
| Ungarn - USA     | Ungarn - USA     | Ungarn - USA     | 30-15 |
| DDR - Holland    | DDR - Holland    | DDR - Holland    | 34-18 |
| USA - DDR        | USA - DDR        | USA - DDR        | 7-23  |
| Holland - Ungarn | Holland - Ungarn | Holland - Ungarn | 19-21 |
| DDR - Ungarn     | DDR - Ungarn     | DDR - Ungarn     | 14-14 |
| Holland - USA    | Holland - USA    | Holland - USA    | 18-17 |
|                  | Kampe            | Mål              | Point |
| DDR              | 3                | 71-39            | 5     |
| Ungarn           | 3                | 65-48            | 5     |
| Holland          | 3                | 55-72            | 2     |
| USA              | 3                | 39-71            | 0     |

| Gruppe C                |                         |                         |       |
| Kina - Norge            | Kina - Norge            | Kina - Norge            | 20-19 |
| Tjekkoslovakiet - Japan | Tjekkoslovakiet - Japan | Tjekkoslovakiet - Japan | 24-17 |
| Norge - Tjekkoslovakiet | Norge - Tjekkoslovakiet | Norge - Tjekkoslovakiet | 27-17 |
| Japan - Kina            | Japan - Kina            | Japan - Kina            | 20-20 |
| Norge - Japan           | Norge - Japan           | Norge - Japan           | 33-18 |
| Kina - Tjekkoslovakiet  | Kina - Tjekkoslovakiet  | Kina - Tjekkoslovakiet  | 17-27 |
|                         | Kampe                   | Mål                     | Point |
| Norge                   | 3                       | 79-55                   | 4     |
| Tjekkoslovakiet         | 3                       | 68-61                   | 4     |
| Kina                    | 3                       | 57-66                   | 3     |
| Japan                   | 3                       | 55-77                   | 1     |

| Gruppe D                |                         |                         |       |
| Sydkorea - Rumænien     | Sydkorea - Rumænien     | Sydkorea - Rumænien     | 22-25 |
| Vesttyskland - Frankrig | Vesttyskland - Frankrig | Vesttyskland - Frankrig | 21-17 |
| Rumænien - Vesttyskland | Rumænien - Vesttyskland | Rumænien - Vesttyskland | 22-21 |
| Frankrig - Sydkorea     | Frankrig - Sydkorea     | Frankrig - Sydkorea     | 11-27 |
| Sydkorea - Vesttyskland | Sydkorea - Vesttyskland | Sydkorea - Vesttyskland | 16-24 |
| Rumænien - Frankrig     | Rumænien - Frankrig     | Rumænien - Frankrig     | 27-8  |
|                         | Kampe                   | Mål                     | Point |
| Rumænien                | 3                       | 74-51                   | 6     |
| Vesttyskland            | 3                       | 66-55                   | 4     |
| Sydkorea                | 3                       | 65-60                   | 2     |
| Frankrig                | 3                       | 36-75                   | 0     |

## Hovedrunde og placeringsrunde
| Hovedrunde - Gruppe I   |                         |                         |       |
| Jugoslavien - Ungarn    | Jugoslavien - Ungarn    | Jugoslavien - Ungarn    | 19-18 |
| Østrig - DDR            | Østrig - DDR            | Østrig - DDR            | 20-25 |
| Sovjetunionen - Holland | Sovjetunionen - Holland | Sovjetunionen - Holland | 27-17 |
| Ungarn - Sovjetunionen  | Ungarn - Sovjetunionen  | Ungarn - Sovjetunionen  | 18-19 |
| DDR - Jugoslavien       | DDR - Jugoslavien       | DDR - Jugoslavien       | 27-17 |
| Holland - Østrig        | Holland - Østrig        | Holland - Østrig        | 22-17 |
| Sovjetunionen - DDR     | Sovjetunionen - DDR     | Sovjetunionen - DDR     | 24-17 |
| Jugoslavien - Holland   | Jugoslavien - Holland   | Jugoslavien - Holland   | 25-16 |
| Østrig - Ungarn         | Østrig - Ungarn         | Østrig - Ungarn         | 19-22 |
|                         | Kampe                   | Mål                     | Point |
| Sovjetunionen           | 5                       | 114-81                  | 9     |
| DDR                     | 5                       | 117-93                  | 7     |
| Jugoslavien             | 5                       | 99-89                   | 7     |
| Ungarn                  | 5                       | 93-90                   | 5     |
| Holland                 | 5                       | 92-124                  | 2     |
| Østrig                  | 5                       | 85-123                  | 0     |

| Hovedrunde - Gruppe II         |                                |                                |       |
| Kina - Rumænien                | Kina - Rumænien                | Kina - Rumænien                | 24-32 |
| Tjekkoslovakiet - Vesttyskland | Tjekkoslovakiet - Vesttyskland | Tjekkoslovakiet - Vesttyskland | 19-13 |
| Norge - Sydkorea               | Norge - Sydkorea               | Norge - Sydkorea               | 29-16 |
| Sydkorea - Kina                | Sydkorea - Kina                | Sydkorea - Kina                | 19-19 |
| Vesttyskland - Norge           | Vesttyskland - Norge           | Vesttyskland - Norge           | 14-19 |
| Rumænien - Tjekkoslovakiet     | Rumænien - Tjekkoslovakiet     | Rumænien - Tjekkoslovakiet     | 21-22 |
| Vesttyskland - Kina            | Vesttyskland - Kina            | Vesttyskland - Kina            | 21-20 |
| Norge - Rumænien               | Norge - Rumænien               | Norge - Rumænien               | 23-23 |
| Tjekkoslovakiet - Sydkorea     | Tjekkoslovakiet - Sydkorea     | Tjekkoslovakiet - Sydkorea     | 26-23 |
|                                | Kampe                          | Mål                            | Point |
| Tjekkoslovakiet                | 5                              | 111-101                        | 8     |
| Norge                          | 5                              | 117-90                         | 7     |
| Rumænien                       | 5                              | 123-112                        | 7     |
| Vesttyskland                   | 5                              | 93-96                          | 4     |
| Kina                           | 5                              | 108-118                        | 3     |
| Sydkorea                       | 5                              | 96-123                         | 1     |

| Placeringsrunde (13.- 16.plads) |                  |                  |       |
| Polen - Japan                   | Polen - Japan    | Polen - Japan    | 18-16 |
| Japan - USA                     | Japan - USA      | Japan - USA      | 25-20 |
| USA - Frankrig                  | USA - Frankrig   | USA - Frankrig   | 11-21 |
| USA - Polen                     | USA - Polen      | USA - Polen      | 14-22 |
| Frankrig - Polen                | Frankrig - Polen | Frankrig - Polen | 17-19 |
| Frankrig - Japan                | Frankrig - Japan | Frankrig - Japan | 15-16 |
|                                 | Kampe            | Mål              | Point |
| 13. Polen                       | 3                | 59-47            | 6     |
| 14. Japan                       | 3                | 57-53            | 4     |
| 15. Frankrig                    | 3                | 53-46            | 2     |
| 16. USA                         | 3                | 45-68            | 0     |

## Placeringskampe
| Kamp om 11.pladsen: | Sydkorea - Østrig               | 31-30 efter 2 × forlænget spilletid |
| Kamp om 9.pladsen:  | Holland - Kina                  | 17-22                               |
| Kamp om 7.pladsen:  | Vesttyskland - Ungarn           | 18-17                               |
| Kamp om 5.pladsen:  | Rumænien - Jugoslavien          | 28-26 efter forlænget spilletid     |
| Bronzekamp:         | Norge - DDR                     | 23-19                               |
| Finale:             | Sovjetunionen - Tjekkoslovakiet | 30-22                               |

### Slutstilling
1. Sovjetunionen,
2. Tjekkoslovakiet,
3. Norge,
4. DDR,
5. Rumænien,
6. Jugoslavien,
7. Vesttyskland,
8. Ungarn,
9. Kina,
10. Holland,
11. Sydkorea,
12. Østrig,
13. Polen,
14. Japan,
15. Frankrig,
16. USA.